# Canteleu
Canteleu település Franciaországban, Seine-Maritime megyében. Lakosainak száma 14 420 fő (2022. január 1.). Canteleu Maromme, Déville-lès-Rouen, Le Grand-Quevilly, Montigny, Petit-Couronne, Quevillon, Rouen, Saint-Martin-de-Boscherville, Val-de-la-Haye és La Vaupalière községekkel határos.

## Népesség
A település népességének változása:
| Lakosok száma | 14 621 | 14 848 | 15 002 | 14 181 | 14 244 | 13 846 | 13 807 | 13 966 | 14 420 |
|               | 2013   | 2015   | 2016   | 2017   | 2018   | 2019   | 2020   | 2021   | 2022   |